# Filisoma scatophagusi
Filisoma scatophagusi is een soort haakworm uit het geslacht Filisoma. De worm behoort tot de familie Cavisomidae. Filisoma scatophagusi werd in 1962 beschreven door Datta & Soota.